# El secreto de Chimneys
El secreto de Chimneys es un libro de la escritora británica Agatha Christie, publicado en 1925. El libro está dedicado a su sobrino según la dedicatoria del principio del libro que expone lo siguiente: A mi sobrino, en recuerdo de una inscripción en el castillo de Compton y un día en el zoológico. En esta obra podemos encontrar diversos personajes como aristócratas, príncipes, políticos, sirvientes y policías. Se hacen referencias a diversos acontecimientos históricos que ocurrieron en los Balcanes pero se utilizan nombres ficticios. El ejemplo más destacado es el país de Herzoslovaquia.En el libro aparecen personajes que serán recurrentes en otras novelas de Agatha Christie como es el caso del superintendente Battle, Lord Caterham, George Lomax, Bill Eversleigh, Bundle o la propia mansión de Chimneys. En esta novela destacan los diferentes crímenes que la autora ha conseguido encadenar con gran acierto mezclándose diferentes aspectos con la Novela policíaca como puede ser el romance.

## Argumento
Anthony Cade vive en África del sur y ejerce como guía turístico, un oficio que desarrolla por necesidad y al que no presta mucho interés. Un día recibe la visita de su amigo Jimmy McGrath que le ofrece ocuparse de un trabajo. Jimmy ha heredado las memorias del difunto conde Stylptich, dirigente de los Balcanes y antiguo primer ministro de Herzoslovaquia y su intención es venderlas a un periódico inglés y publicarlas. Jimmy, en esos momentos está ocupado con la búsqueda de oro y le ofrece a Anthony el encargo de llevar las memorias a Londres, entregarlas a la editorial y recibir un porcentaje de las mil libras que va a recibir. También debe de entregar unas cartas de un aventurero llamado Pedro el holandés de nacionalidad Herzolosvaco, pertenecientes a Virginia Revel, siendo su única pista de procedencia,  Chimneys, mansión solariega londinense.   Son unas cartas amorosas que comprometen el honor de Virginia Revel ya que está casada y el supuesto Pedro sería su amante. Jimmy hace prometer a Anthony que entregará las cartas a Virginia ya que es su deber de caballero salvar el honor de la dama.
Anthony se dirige a Inglaterra embarcando con el nombre de Jimmy McGrath.  A su llegada al hotel, en Londres,   es extorsionado por miembros del partido monárquico de Herzoslovaquia y por el grupo revolucionario de ese mismo país que le presionan para que les entregue el manuscrito de las memorias y no las publique.  Anthony no cede pero al final uno de los camareros del hotel, entra en su habitación y le roba las cartas dirigidas a Virginia Revel.  Anthony averigua que la supuesta Virginia Revel es una dama de la alta alcurnia londinense, viuda de un diplomático inglés en Herzoslovaquia.  Al día siguiente, la editorial que va a publicar las memorias manda un agente al hotel, Holmes,  dónde se hospeda Anthony para recibir las memorias. Anthony le da las memorias según lo pactado.
Mientras tanto George Lomax, funcionario del Ministerio de asuntos Exteriores, también está al tanto de la existencia de las memorias del difunto conde. Lomax no quiere que se publiquen las memorias debido a que apoya la restauración de la monarquía en Herzoslovaquía, ya que se ha encontrado petróleo en el país y el pretendiente al trono Herzoslovaco ha prometido hacer concesiones a compañías petrolíferas británicas cuando recupere el trono. Las memorias pueden contener datos injuriantes para la monarquía y por ello, Lomáx no quiere que se publiquen porque podían perjudicar a la causa monárquica. Por ello, persuade a Lord Caterham para que de una velada en su mansión de Chimneys a la que acudirán varios invitados, entre ellos, Lomax quiere que esté Anthony Cade aunque él cree que es Jimmy McGrath ya que Anthony ha viajado con una identidad falsa.  El objetivo es persuadir a Anthony para que no publique las memorias y para ello invita también a su prima Virginia Revel, mujer de gran encanto,   para que le seduzca. No obstante, el asistente de Lomax comete un error relativo a la fecha de llegada de Cade y éste recibe la invitación cuando ya ha entregado las memorias.
En otro momento Virginia Revel recibe la visita de un extorsionador con sus supuestas cartas. Virginia se da cuenta de que no es su letra y por lo tanto no son sus cartas pero la emoción le hace seguir el juego al criminal y concierta una cita con él al día siguiente. Al día siguiente aparece muerto en su despacho el extorsionador que es en realidad el camarero que había robado a Anthony Cade.
Anthony Cade aparece merodeando la casa de Virginia para ver que ha pasado y la ayuda a deshacerse del cadáver ya que Virginia está asustada debido a que este incidente puede afectar a su vida pública.  Después de estos acontecimientos Virginia se dirige a Chimneys.
Después de deshacerse del cadáver Anthony se dirige a Chimneys por la noche ya que el extorsionador y ladrón que le robo tenía un papel que ponía Chimneys, 11:45, jueves. Cuando llega a Chimneys oye el ruido de un arma pero cree que es un cazador furtivo y se marcha.
A la mañana siguiente aparece muerto en la mansión el conde Stanislaus que es en realidad la identidad secreta del príncipe Miguel Obolovitch pretendiente al trono de Herzoslovaquia. El Superintendente de Scotland Yard, Battle se encarga de la investigación e interroga a los diferentes invitados y asistentes en Chimneys: Lord Caterham y su hija Eileen, Lomax, el financiero Isaacstein, el millonario estadounidense Hiram Fish y Virginia Revel.
Al principio todas las sospechas recaen en Anthony Cade ya que las pisadas en la hierba del patio de la mansión coinciden con sus botas, pero Cade llega a la mansión antes de que le incriminen, les explica la razón por la que había ido a Chimneys y ofrece su colaboración a la policía descubriendo que el muerto es el mismo agente que la editorial envió al hotel de Anthony para recoger las memorias. Anthony se siente humillado y estafado. Mientras ocurren estos incidentes Anthony se encuentra con Virginia y fingen ser antiguos conocidos.
Después aparecen los diferentes personajes importantes en la historia y que están en la mansión como puede ser el ayudante de cámara del difunto príncipe, Boris. Boris se siente abatido porque no ha podido impedir la muerte de su amo y ofrece sus servicios hasta la muerte a Anthony Cade. También son investigados el barón Lolopretjzyl y el Capitán Andrassy.
Anthony empieza a sospechar de la institutriz de la familia debido a que la noche del asesinato del príncipe, Anthony vio como encendía la luz de su habitación y también tiene en cuenta que la citada mujer lleva tan solo dos meses con la familia de Lord Caterham. Anthony viaja a Francia para comprobar las credenciales de la institutriz que resultan ser correctas.
Por otro lado aparece un ciudadano francés merodeando varias veces la mansión que resulta ser un policía de París, Lemoine, que ha viajado a Inglaterra para capturar a un famosos ladrón de joyas y experto en adoptar personalidades falsas que se apoda Rey Víctor y que se supone que está en Chimneys para recuperar una joya, Koh – i- noor,  que escondió en la mansión.
Una noche los huéspedes son despertados por ruidos que proceden de la cámara del Consejo, lugar donde fue asesinado el príncipe, y descubren una persona que está revisando las armaduras pero debido a la oscuridad no pueden descubrir quién es.
Por arte de magia las cartas desaparecidas se encuentran en la habitación de Anthony Cade. Anthony se las da a Battle y entre todos descubren que las escribió la antigua Reina de Herzoslovaquia que fue asesinada junto a su marido el rey Nicolás. El rey Nicolás en su viaje a Francia se enamoró de una actriz de baja categoría y se casaron en un matrimonio morganático. La Reina tenía relación con el Rey Víctor y le ayudó en sus tareas delictivas incluso cuando fue Reina. La Reina y el Rey Víctor escondieron la joya en Chimneys cuando visitaron Inglaterra. Las cartas estaban dirigidas en realidad al Rey Víctor y fueron firmadas con el nombre de Virginia Revel, que era en esos momentos la mujer de un diplomático inglés en Herzoslovaquia y por lo tanto si las cartas eran descubiertas, la opinión pública no sospecharía de la Reina. Las cartas están cifradas y en una de ellas se describe dónde está escondida la joya.
Battle también confía a Anthony que han encontrado el cadáver de un camarero italiano que trabajaba en el hotel donde se hospedaba Anthony. Anthony confiesa que fue el quién se deshizo del cadáver que en origen estaba en el despacho de Virginia para ayudarla, señalando que se lo confiesa a Battle para no entorpecer la investigación.
Después de descifrar las cartas todo parece indicar que la joya se encuentra en un pasadizo que se encuentra en la Cámara del Consejo. No obstante se siguen las indicaciones de la carta pero solo se pueden encontrar unos difíciles anagramas. Battle con la ayuda de Anthony llega a la conclusión de que el Conde Stylptich descubrió donde se encontraba la joya y la volvió a esconder en otro lugar. Se especula con la posibilidad de que las memorias señalen donde está en realidad la joya.
A pesar de que los preliminares de la investigación han terminado, Battle pide a Lord Caterham que insista a los huéspedes de que se queden en la casa. La mayoría insiste menos el financiero Isaacstein que se va a toda prisa. Lemoine junto a Virginia y Bill Eversleigh descubre que en el equipaje de Isaccstein hay oculto un revólver.
En estos momentos Boris le da una nota a Anthony, señalando que se le cayó a un extranjero. También Battle le advierte que ha recibido anónimos señalando que Anthony no es una persona legal. Por otro lado descubrimos que el estadounidense Hiram Hish es otro policía en busca del rey Víctor.
Después de estos acontecimientos Anthony huye de la casa y se dirige a Dover porque la nota de Boris señala una dirección en esta localidad. Al llegar a la casa de la nota ve que hay varias personas del partido revolucionario herzoslovaco y cómplices del Rey Víctor junto a un hombre con la cabeza vendada. Cuando está espiando por la ventana es detenido por Hiram Fish.
Lemoine señala a los habitantes de Chimneys que Anthony es en realidad el Rey Víctor. Esa misma noche Boris avisa a Virginia de que Anthony quiere que le ayude y se reúna con él. Virginia después de dudar decide irse con Boris a la búsqueda de Anthony.
Anthony decide convocar a todos los implicados del caso en Chimneys.  Lemoine le acusa de ser el Rey Víctor. Anthony señala que ha leído las memorias del conde y sabe dónde se esconde la joya. Anthony señala que el mensaje encontrado en el pasadizo hace referencia a un libro de la biblioteca y por lo tanto allí debe encontrarse la joya. Lemoine no cree a Anthony y manda a Tredwell, el mayordomo, con un sobre para que le envíen las huellas dactilares del Rey Víctor y así poder incriminar a Anthony. Cuando se dirigen a la biblioteca ven en la oscuridad a una mujer y un hombre peleando, se oye un dispáro y la mujer resulta muerta. El hombre resulta ser Boris que señala que ha matado a la mujer para vengarse de la muerte de su antiguo amo. No obstante la pistola se accionó accidentalmente cuando estaban peleando y de este modo Boris queda libre de cargos
La mujer resulta ser la Institutriz Brun. Se descubre que la institutriz es en realidad la antigua Reina de Herszoslovaquia que no murió asesinada como se creía. La antigua Reina suplantó a la verdadera Institutriz por esos sus referencias eran correctas. La noche del asesinato del príncipe estaba buscando la joya en la cámara del Consejo, cuando entró el príncipe y le disparó por temor a que la reconociese. También colocó el cadáver en el despacho de Virginia para impedir que llegase a Chimneys ya que le podría reconocer porque su marido había sido diplomático en Hersoslovaquia. También fue ella quién colocó las memorias en la habitación de Anthony.
Por otro lado Anthony revela que Lemoine es en realidad el Rey Víctor ya que la persona con la cabeza vendada en la casa de Dover era el verdadero Lemoine y Anthony le ha traído a la casa para que corrobore su versión. Antes de que Lemoine pueda escapar Hiram le detiene.
Por último Amthony Cade realiza una asombrosa revelación. Él es en realidad el príncipe Nicolás Obolovitch de Herzoslovaquia y por lo tanto el siguiente en la línea sucesora al trono herzoslovaco. De este modo las ambiciones de George Lomax, Isaacstein, el Capitán Andrassy y el Barón Lolopretjzyl se ven satisfechas, ya que desean por un lado un candidato para el trono de Herzoslovaquia y por otro lado facilita que se puedan hacer las concesiones petrolíferas a una empresa británica. Anthony señala que en realidad la joya no está en la biblioteca sino en la rosaleda del jardín, debido a que las señas encontradas en el pasadizo hacían referencia a una variedad de rosa denominada Richmond. La idea de la biblioteca fue ideada por Anthony para que el falso Lemoine avisara a su cómplice y así poder descubrirlos. El sobre que mandó el falso Lemoine era en realidad un aviso a la falsa Brun para que fuese a buscar a la joya. También se descubre que Anthony se ha casado en secreto con Virginia.
Después de las confesiones, Anthony se reúne con su amigo Jimmny McGrath y Virginia. Jimmy ha acudido a Inglaterra porque temía por la seguridad de su amigo, una vez que atentaron contra su vida por motivo de las memorias en África. Anthony da a Jimmy las memorias, ya que nunca entregó las verdaderas y por lo tanto está acordado con la editorial que le den mil libras por ellas. Anthony leyó las memorias y no encontró ningún dato que pudiera incriminarle a él o a su familia. Anthony y Virginia aceptan a ser el futuro rey y reina de Herzoslovaquia.
Por la mañana Lord Caterham, George Lomax, Battle, Fish y el policía Johnson descubren lo que parece ser la joya robada, en la rosaleda. Lord Caterham huye porque no quiere que Lomax le meta en algún otro lío. El libro termina con una escena en la que Bill Eversleigh está hablando con una chica por teléfono mientras George Lomax está realizando uno de sus interminables discursos.

## Personajes principales
- Anchoukoff, Boris: Ayuda de cámara del príncipe Miguel.
- Andrassy: Capitán y caballerizo del príncipe Miguel.
- Badgworthy: Inspector de la policía local.
- Battle: Superintendente de Scotland Yard.
- Brent, Lady Eileen, alias Bundle: Bella hija mayor de Lord Caterham.
- Brunt, Genevieve: Institutriz francesa de la hija pequeña de Lord Caterham.
- Cade, Anthony: Agente de la agencia de viajes Castle y protagonista de esta novela.
- Caterham, Lord: Marqués de Caterham, propietario de la regia mansión de Chimneys.
- Chilvers: Criado de Virginia.
- Eversleigh, Bill: Funcionario del Estado a las órdenes de Lomax.
- Fish, Hiram: Rico estadounidense, entusiasta de los libros y huésped de Lord Caterham.
- Isaacstein, Herman: Rico financiero y también invitado de Lord Caterham.
- Johnson: Agente de policía.
- Lemoine: Policía de París.
- Lolopretjzyl, Barón: Representante en Londres del partido monárquico de Herzoslovaquia.
- Lomax, George: Importante funcionario del Estado en el Ministerio de Asuntos Exteriores, llamado irrespetuosamente el besugo por sus subalternos.
- Manuelli, Giuseppe: Camarero del hotel Blitz.
- McGrath, Jimmy: Residente en África, dedicado a la caza y muy amigo de Anthony Cade.
- Melrose: Coronel y jefe de policía de la comarca.
- Obolovitch, Miguel: Príncipe de Herzoslovaquia.
- Oscar: Secretario de Lomax.
- Revel, Virginia: Mujer extraordinariamente atractiva y prima de Lomax.
- Tredwell: Mayordomo de Lord Caterham.